# Hayato Ikegaya
Hayato Ikegaya (池ヶ谷 颯斗 Ikegaya Hayato?), född 30 mars 1992 i Hokkaido prefektur, är en japansk fotbollsspelare.
Ikegaya började sin karriär 2015 i Mito HollyHock. 2016 flyttade han till Gainare Tottori. Han spelade 72 ligamatcher för klubben. 2020 flyttade han till YSCC Yokohama.